# Governo Vergennes
Il Governo Vergennes è stato il sedicesimo esecutivo del Regno di Francia, in carica dal 21 novembre 1781 al 13 febbraio 1787. Il governo si formò a seguito della morte del conte di Maurepas, allora capo del governo. Re Luigi XVI chiamò allora il conte di Vergennes, già ministro degli esteri, a dirigere il suo governo, mantenendo comunque il ministero. In politica estera il governo sostenne gli americani nella loro Guerra d'indipendenza contro il Regno di Gran Bretagna, ottenendo alcune isole caraibiche. In politica interna il governo fu generalmente conservatore in molti campi, sostenne la spesa pubblica nell'ambito finanziario e appoggiò la convocazione dell'Assemblea dei notabili nel 1787. Il conte di Vergennes morì alla Reggia di Versailles il 13 febbraio 1787; l'incarico ministeriale andò all'Arcivescovo di Tolosa Étienne-Charles de Loménie de Brienne, futuro Cardinale. Vergennes fu l'ultimo Primo ministro francese dell'Ancien Régime morto in carica.

## Composizione
| Presidenza                                                          | Presidenza | Presidenza                                                                | Presidenza                           | Presidenza | Presidenza |
| Segretariato                                                        | Titolare   | Titolare                                                                  | Titolare                             | Partito    |            |
| ------------------------------------------------------------------- | ---------- | ------------------------------------------------------------------------- | ------------------------------------ | ---------- | ---------- |
| Principale Ministro di Stato Presidente del Consiglio delle Finanze |            | Charles Gravier                                                           |                                      |            |            |
| Ministri di Stato                                                   |            |                                                                           |                                      |            |            |
| Segretariato                                                        | Titolare   | Titolare                                                                  | Titolare                             | Partito    |            |
| Ministro di Stato per le province interne                           |            | Antoine-Jean Amelot de Chaillou                                           | fino al 1783                         |            |            |
| Ministro di Stato per le province interne                           |            | Louis Auguste Le Tonnelier de Breteuil                                    | dal 1783                             |            |            |
| Ministro di Stato per le province di confine                        |            | Philippe Henri de Ségur                                                   |                                      |            |            |
| Ministro di Stato per le colonie                                    |            | Charles Eugène Gabriel de la Croix                                        |                                      |            |            |
| Ministri                                                            |            |                                                                           |                                      |            |            |
| Segretariato                                                        | Titolare   | Titolare                                                                  | Titolare                             | Partito    |            |
| Cancelliere                                                         |            | René Nicolas de Maupeou                                                   |                                      |            |            |
| Segretario di stato per gli affari esteri                           |            | Charles Gravier                                                           |                                      |            |            |
| Segretario di stato per la guerra                                   |            | Philippe Henri de Ségur                                                   |                                      |            |            |
| Segretario di stato per la marina                                   |            | Charles Eugène Gabriel de la Croix                                        |                                      |            |            |
| Controllore generale delle finanze                                  |            | Jean-François Joly de Fleury (come Amministratore generale delle finanze) | fino al 29 marzo 1783                |            |            |
| Controllore generale delle finanze                                  |            | Henri Lefèvre d'Ormesson                                                  | dal 29 marzo 1783 al 2 novembre 1783 |            |            |
| Controllore generale delle finanze                                  |            | Charles Alexandre de Calonne                                              | dal 2 novembre 1783                  |            |            |
| Ministri senza portafoglio                                          |            |                                                                           |                                      |            |            |
| Segretariato                                                        | Titolare   | Titolare                                                                  | Titolare                             | Partito    |            |
| Segretario di stato della Maison du Roi e per gli affari religiosi  |            | Antoine-Jean Amelot de Chaillou                                           | fino al 1783                         |            |            |
| Segretario di stato della Maison du Roi e per gli affari religiosi  |            | Louis Auguste Le Tonnelier de Breteuil                                    | dal 1783                             |            |            |